# Alessandro Cosimi
Alessandro Cosimi (Livorno, 10 novembre 1955) è un politico italiano, sindaco di Livorno dal 2004 al 2014.

## Biografia
Si diploma al liceo classico Niccolini Guerrazzi di Livorno, per poi laurearsi in Medicina e Chirurgia all’Università di Pisa; esercita in qualità di Dirigente presso l'ASL n. 6 di Livorno.
Iscritto al Partito Democratico della Sinistra, dal 1995 al 1999 ha ricoperto il ruolo di assessore del comune di Livorno con delega per l'Ambiente nella giunta di centrosinistra presieduta da Gianfranco Lamberti. Alle elezioni comunali del 1999 è eletto consigliere comunale di Livorno per i Democratici di Sinistra, di cui era segretario della Federazione provinciale.
Alle elezioni comunali del 2004 è eletto sindaco di Livorno al primo turno, ottenendo il 55,11% dei voti alla guida di una coalizione di centrosinistra, superando Guido Guastalla del centrodestra (24,24%). Viene riconfermato sindaco alle elezioni amministrative del 2009 nuovamente al primo turno con il 51,5% dei voti, sostenuto da Partito Democratico, Italia dei Valori, Sinistra e Libertà e da una lista civica, nonostante le candidature a sindaco di Marco Taradash per il Popolo della Libertà (28,38%), degli esponenti di spicco della sinistra cittadina Marco Cannito (8,97%), sostenuto anche da Federazione dei Verdi e Sinistra Critica, e Tiziana Bartimmo (5,47%), alla guida di Rifondazione Comunista-Sinistra Europea-Comunisti Italiani, nonché dell'ex sindaco Gianfranco Lamberti, alla testa di una propria lista civica (3,25%).
Alla fine del mandato da sindaco si allontana dalla politica, tornando sul campo in occasione delle elezioni regionali in Toscana del 2020, candidandosi come capolista di Italia Viva - +Europa per la provincia di Livorno, ottenendo 1.219 preferenze e non risultando eletto.
Alle elezioni politiche del 2022 si candida alla Camera dei Deputati nel collegio uninominale Toscana - 05 (Livorno) per Azione - Italia Viva, ottenendo il 6,73% e collocandosi in quarta posizione (il collegio è vinto da Chiara Tenerini del centrodestra con il 35,91%), non risultando quindi eletto.